# Molens in Friesland
In de Nederlandse provincie Friesland staan ruim 150 windmolens. Een groot aantal daarvan valt onder de monumentenzorg.

## Geschiedenis

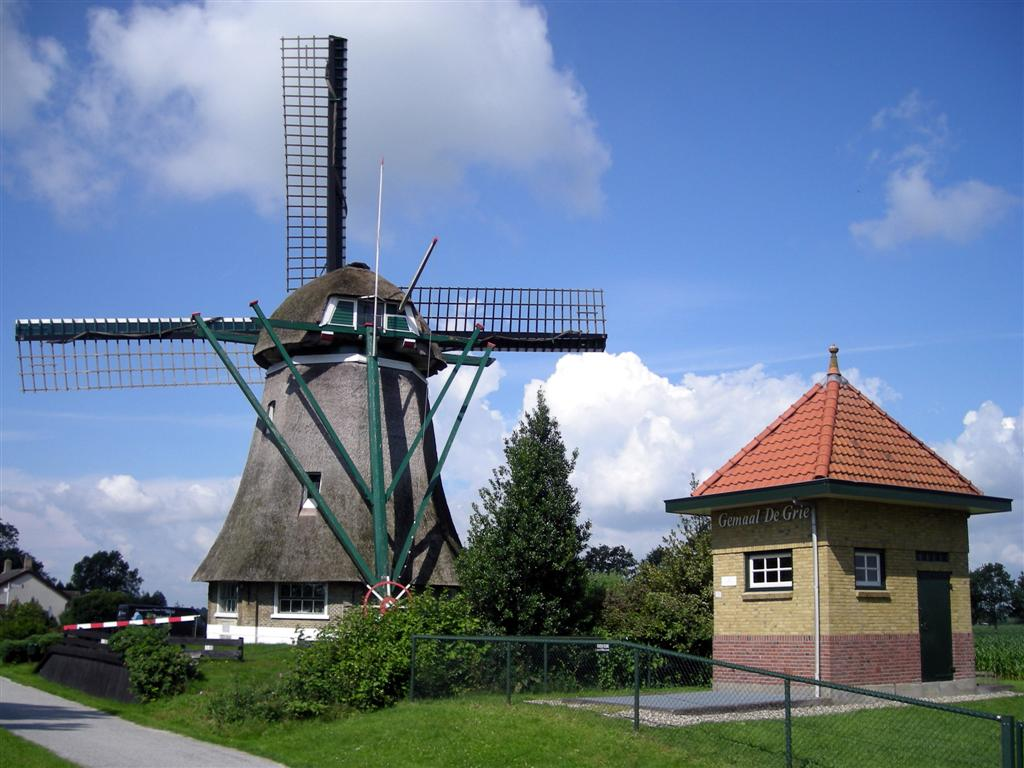
Poldermolen De Hersteller en gemaal De Grie

In 1811 werd het molenbestand geïnventariseerd. Sindsdien nog een aantal keren. Het laat zien hoe dramatisch het aantal molens is afgenomen.
In 1811 waren er nog ruim 2400 molens in Friesland. In 1943 nog maar 300, in 1946 250 en in 1955 ongeveer 150.
De industriemolens verloren door mechanisatie hun functie en zijn daardoor meestal gesloopt. Zo zijn er geen oliemolens meer in Friesland. Er staan nog drie houtzaagmolens in IJlst, Woudsend en Birdaard.
De poldermolens verloren hun functie door de vele gemalen in Friesland, waarvan de bekendste en de grootste het ir. D.F. Woudagemaal bij Lemmer en het J.L. Hooglandgemaal bij Stavoren zijn.
Voor een aantal plaatsen bepaalden de molens het dorpsgezicht, maar zijn ze in de loop der tijd allemaal verdwenen, zoals in Gorredijk waar eens zes molens stonden.

## Architectuur
De type molens die in Friesland voorkomen:
- De Achtkante bovenkruier wordt in Friesland Monnikmolen (Fries: muonts) genoemd.
- Spinnenkopmolen
- Tjasker. In tegenstelling tot de beide andere type molens heeft een tjasker meestal geen naam, maar wordt genoemd naar het gebied waar het in staat.

Naast deze traditionele type windmolens komt in Friesland ook het type Amerikaanse windmotor voor.

## Molenstichtingen
Veel molens zijn eigendom van een stichting. Enkele molenstichtingen in Friesland zijn:
- Stichting De Fryske Mole. Opgericht in 1970 en eigenaar van meer dan veertig molens.
- Stichting Monumentenbehoud Dongeradeel. Opgericht in 1993 en eigenaar van zeven molens.
- Stichting Molens in Menaldumadeel. Opgericht in 1975 en eigenaar van acht molens.

Ook andere organisaties zetten zich in voor het behoud van Friese molens:
- Stichting Molens in bedrijf